# Calciatori del Cagliari Calcio
Qui di seguito sono riportati i calciatori del Cagliari Calcio, società calcistica italiana con sede a Cagliari.

## Calciatori celebri

Gigi Riva, miglior marcatore della storia del Cagliari e della Nazionale

Il giocatore più rappresentativo nella storia del Cagliari Calcio è Gigi Riva. Unanimemente considerato uno dei migliori giocatori italiani di sempre, è tuttora il capocannoniere della Nazionale italiana con 35 reti. Considerato bandiera del Cagliari, aiuta il club sardo a ottenere la sua prima promozione in Serie A nel 1965 e a conquistare il primo, e finora unico, Scudetto nella storia del Cagliari nel 1970. Soprannominato da Gianni Brera Rombo di Tuono, possiede grandi doti fisiche unite a una tecnica essenziale, abilità nei colpi di testa e nel gioco acrobatico. È tuttora il giocatore con più reti all'attivo nella storia del Cagliari, con 164 gol in 315 presenze, e tre titoli di capocannoniere all'attivo.
Un altro giocatore importante nella storia del club rossoblù è Gigi Piras, nella squadra sarda dal 1973 al 1987, quarto miglior bomber del Cagliari e terzo come numero di presenza nella storia del club. 
Un altro sardo che ha indossato la maglia rossoblù e ha fatto la storia del calcio italiano è Gianfranco Zola. Dopo una carriera passata tra Napoli, Parma e soprattutto Chelsea, il fantasista di Oliena torna in Sardegna nel 2003 aiutando il Cagliari a raggiungere la promozione nella massima categoria. Protagonista di quella promozione è anche l'honduregno David Suazo, che detiene attualmente il record di reti segnate in un singolo campionato con 22 centri, superando il vecchio record di Riva, e venendo premiato nel 2006 dall'AIC come "miglior giocatore straniero" insieme al brasiliano Kaká.

Angelo Domenghini, uno dei protagonisti dello scudetto del 1970

Uno dei protagonisti della qualificazione Coppa UEFA del 1993 è Enzo Francescoli, detto "El Principe", votato tra i migliori giocatori sudamericani degli anni '90 che ha vestito i colori rossoblù dal 1990 al 1993. Un altro simbolo della cavalcata europea è Gianfranco Matteoli, capitano di quella squadra che ha stupito in Europa, che come Zola arriva al Cagliari in età avanzata per concludere la carriera nella propria terra. Dopo l'attività agonistica è rimasto legato ai colori rossoblù ricoprendo per alcuni anni il ruolo di responsabile del settore giovanile del Cagliari.
Tra i giocatori più rappresentativi trovano posto anche molti giocatori vincitori dello scudetto del 1970, come Nené (che detiene il record di presenze in rossoblù in Serie A per un giocatore straniero, con 311 apparizioni), Enrico Albertosi, Pierluigi Cera, Mario Brugnera (secondo per quanto riguarda le presenze assolute in campionato con la maglia del Cagliari), Angelo Domenghini, Ricciotti Greatti, Mario Martiradonna e Sergio Gori.
Tra i calciatori sardi più importanti, oltre Zola, Piras e Matteoli, si ricordano Tonino Congiu, idolo dei tifosi alla fine degli anni 1960, rimane a lungo nello staff della società anche dopo il suo ritiro, in qualità di allenatore delle giovanili e allenatore in seconda dei tecnici della prima squadra, Pietro Paolo Virdis, che col Cagliari colleziona 97 presenze condite da 29 reti, Mario Tiddia, terzino grintoso e volenteroso, che dedica tutta la sua vita alla squadra rossoblù, prima da calciatore (203 partite tra il 1957 e il 1968) e poi da allenatore conquistando una promozione in Serie A nel 1979, e Andrea Cossu, che vanta 256 presenze col Cagliari e 2 con la maglia dell'Italia.
Agli anni recenti sono legati i nomi di Luís Oliveira, belga-brasiliano protagonista della cavalcata europea della squadra sarda nella Coppa UEFA 1993-94 in cui segna 4 reti, Roberto Muzzi, attaccante massiccio e tenace, Mauro Esposito, il quale forma il trio della meraviglie a metà degli anni 2000, prima con Zola e Suazo e successivamente con Langella e l'honduregno, Diego López, ultimo della lunga serie di calciatori uruguayani che hanno fatto grande il Cagliari, che è stato capitano della squadra dall'estate del 2007 fino al suo ritiro e successivamente allenatore della prima squadra per ben due volte e Daniele Conti, figlio di Bruno, capitano del Cagliari dopo l'addio al calcio di Lopez, nonché recordman di presenze in campionato della compagine rossoblù.

## Hall of Fame
Di seguito l'elenco dei membri della hall of fame del Cagliari.
Radja Nainggolan
- Gigi Riva (1963-76)

Nené

- Gianfranco Zola (2003-05)
- Enzo Francescoli (1990-93)
- David Suazo (1999-07)
- Nené (1964-76)
- Gianfranco Matteoli (1990-94)
- Roberto Muzzi (1994-99)
- Luigi Piras (1973-87)
- Enrico Albertosi (1968-74)
- Luís Oliveira (1992-96, 1999-00)
- Pierluigi Cera (1964-73)
- Mario Brugnera (1968-74, 1975-82)
- Angelo Domenghini (1969-73)
- Ricciotti Greatti (1963-72)

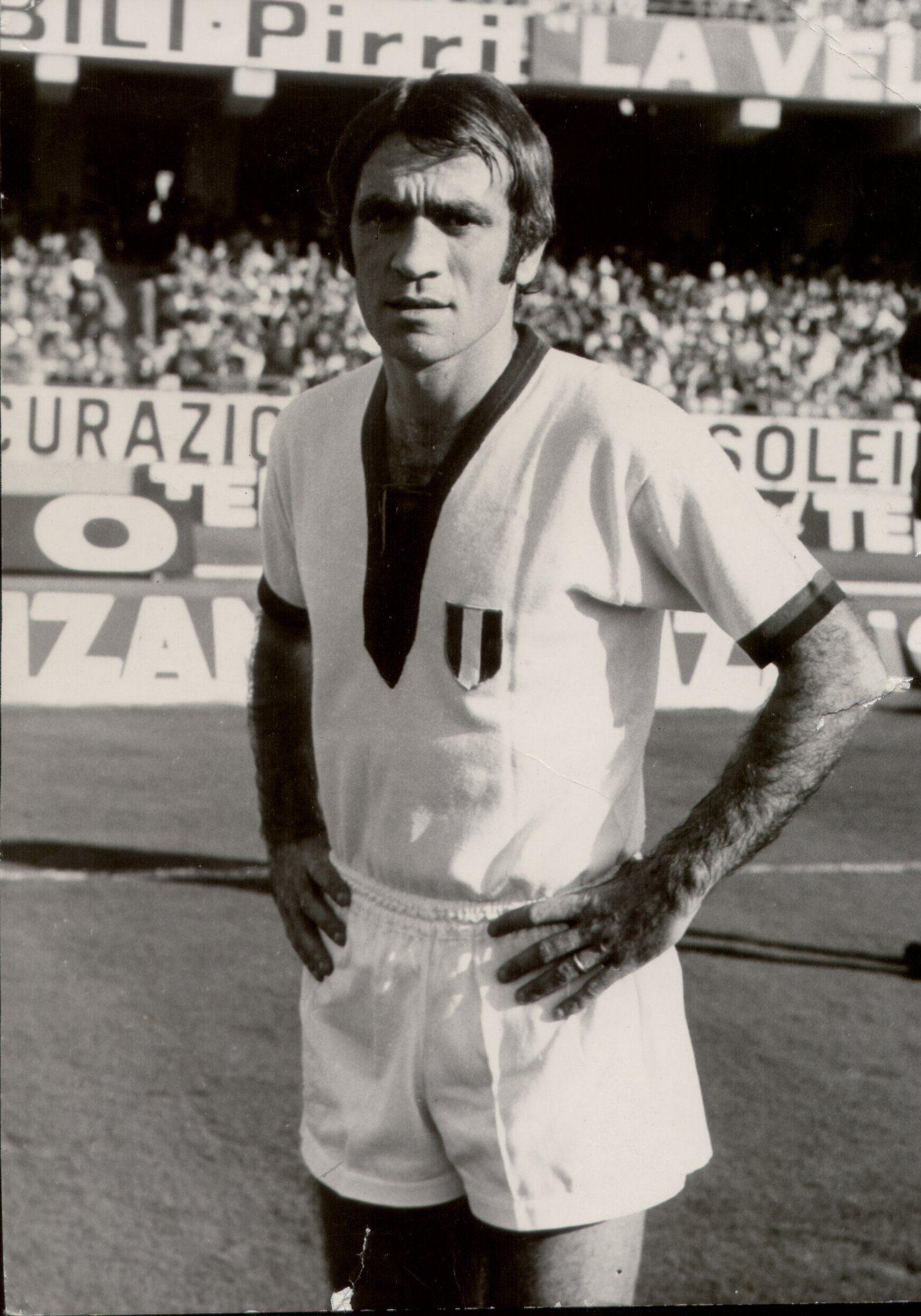
Mario Martiradonna

- Mauro Esposito (2001-07)
- Franco Selvaggi (1979-82)
- Mario Martiradonna (1962-73)
- Sergio Gori (1969-75)
- Antonio Congiu (1956-65)
- Pietro Paolo Virdis (1974-77, 1980-81)
- Diego Luis López (1998-10, 2013-14)
- Daniele Conti (1999-15)
- Egri Erbstein (1930-32)
- Vincenzo Soro (1931-32, 1935-36, 1954)
- Arturo Silvestri (1961-66)
- Manlio Scopigno (1966-67, 1968-72)
- Mario Tiddia (1958-68, 1976, 1978-81, 1983-84, 1987-88)
- Claudio Ranieri (1988-91, 2022-24)

## Capitani
Il primo capitano del Cagliari di cui esistono fonti è  Enrico Spinosi nella stagione della prima promozione in A nel 1963-64.
Nella stagione 1966-67 la fascia passa a Miguel Ángel Longo per poi finire a Pierluigi Cera, che è capitano nella stagione dello Scudetto fino al 1972-73. Dopo la partenza di Cera la fascia non ha un padrone fisso e viene data a Enrico Albertosi, Comunardo Niccolai e Nenè. Dal 1976 al 1978 passa a Renato Roffi e, infine, a Mario Brugnera, che resta capitano fino al 1981-82.

Pierluigi Cera, capitano nell'anno del tricolore.
Gigi Piras, primo sardo capitano del club in Serie A.

Il primo sardo a indossare la fascia di capitano è Gigi Piras nel 1982-83, mentre negli anni della Serie C diventa capitano il centrocampista Lucio Bernardini. Col ritorno in Serie A è capitano Ivo Pulga, per poi cedere la fascia dopo un solo anno a Gianfranco Matteoli fino al 1993-94. Gli succede Aldo Firicano che rimane con la fascia dei rossoblù fino al 1996. Matteo Villa diventa il nuovo capitano, portando la fascia per quattro anni.
Nei primi anni 2000 la fascia non ha un padrone fisso, alternandosi al braccio di Gianluca Grassadonia e Fabrizio Cammarata, fino all'arrivo, nel 2003-04 di Gianfranco Zola. Il fantasista di Oliena rimane capitano per due anni fino al suo ritiro nel 2005. Eredita la fascia l'uruguayano Diego López, capitano dei cagliaritani per cinque anni fino al 2009-10, cedendo il testimone a Daniele Conti che la mantiene fino alla stagione 2014-15. Con il ritiro di Conti, nel 2015 la fascia passa a Daniele Dessena capitano della squadra rossoblù fino al 2019, quando viene ceduto a gennaio al Brescia nella sessione invernale di calciomercato.

## Vincitori di titoli

### Campioni del Mondo
- Franco Selvaggi (1982)

### Campioni d'Europa
- Gigi Riva (1968)
- Bruno Alves (2016)

#### Campioni d'Europa Under 21
- Matteo Villa (1992)
- Dario Marcolin (1994)

### Campioni del Sud America
- José Herrera (1995)

### Campioni d'Africa
- Patrick Mboma (2000)
- Keita Baldé (2021)

### Medaglia d'oro ai Giochi Olimpici
- Patrick Mboma (2000)

## Statistiche individuali

### Lista dei capitani[9]
| Calciatore           | Ruolo | Stagioni al club      | Stagioni da capitano | Presenze | Reti |
| -------------------- | ----- | --------------------- | -------------------- | -------- | ---- |
| Ottavio Morgia       | C     | 1950-1955             | 1951-1955 (4)        | 130      | 11   |
| Pietro Bersia        | C     | 1953-1957             | 1955-1957 (2)        | 115      | 1    |
| Luigi Bertoli        | C     | 1953-1959             | 1957-1959 (2)        | 172      | 3    |
| Umberto Serradimigni | C     | 1955-1963             | 1959-1963 (4)        | 196      | 30   |
| Enrico Spinosi       | C     | 1960-1966             | 1963-1966 (3)        | 129      | 1    |
| Miguel Ángel Longo   | D     | 1960-1969             | 1966-1969 (3)        | 242      | 2    |
| Pierluigi Cera       | D/C   | 1964-1973             | 1969-1973 (4)        | 240      | 4    |
| Enrico Albertosi     | P     | 1968-1974             | 1973-1974 (1)        | 177      | -143 |
| Comunardo Niccolai   | D     | 1966-1976             | 1974-1975 (1)        | 225      | 4    |
| Nenè                 | C     | 1964-1976             | 1975-1976 (1)        | 311      | 23   |
| Renato Roffi         | D     | 1968-1980             | 1976-1978 (2)        | 169      | 1    |
| Mario Brugnera       | D/C   | 1968-1974 e 1975-1982 | 1978-1982 (4)        | 328      | 33   |
| Luigi Piras          | A     | 1973-1987             | 1982-1987 (5)        | 320      | 87   |
| Lucio Bernardini     | C     | 1985-1990             | 1987-1990 (3)        | 167      | 16   |
| Ivo Pulga            | C     | 1985-1991             | 1990-1991 (1)        | 174      | 6    |
| Gianfranco Matteoli  | C     | 1990-1994             | 1991-1994 (3)        | 130      | 5    |
| Aldo Firicano        | D     | 1989-1996             | 1994-1996 (2)        | 225      | 9    |
| Pierpaolo Bisoli     | C     | 1991-1997             | 1996-1997 (1)        | 164      | 5    |
| Matteo Villa         | D     | 1991-2001             | 1997-2001 (4)        | 264      | 10   |
| Gianluca Grassadonia | D     | 1997-2003             | 2001-2002 (1)        | 135      | 2    |
| Fabrizio Cammarata   | A     | 2000-2004             | 2002-2003 (1)        | 107      | 24   |
| Gianfranco Zola      | A     | 2003-2005             | 2003-2005 (2)        | 74       | 22   |
| Diego Luis López     | D     | 1998-2010             | 2005 e 2007-2010 (4) | 314      | 7    |
| David Suazo          | A     | 2003-2005             | 2006-2007 (2)        | 275      | 102  |
| Daniele Conti        | C     | 1999-2015             | 2010-2015 (5)        | 434      | 47   |
| Daniele Dessena      | C     | 2009-2010 e 2012-2019 | 2015-2019(2)         | 195      | 10   |
| Marco Sau            | A     | 2012-2019             | 2019(1)              | 192      | 45   |
| Luca Ceppitelli      | D     | 2014-2022             | 2019-2020 (1)        | 172      | 8    |
| João Pedro           | A     | 2014-2022             | 2020-2022 (2)        | 271      | 86   |
| Leonardo Pavoletti   | A     | 2017-                 | 2022- (3)            | 216      | 52   |

### Record presenze
| Totale 464 Daniele Conti (1999-2015) 403 Mario Brugnera (1968-1974, 1975-1982) 390 Nené (1964-1976) 377 Luigi Riva (1963-1977) 377 Luigi Piras (1973-1987) 359 Mario Martiradonna (1962-1973) 343 Diego Luis López (1998-2010) 341 Roberto Quagliozzi (1973-1985) 337 Oreste Lamagni (1971-1985) 303 Ricciotti Greatti (1963-1972)                                     | Campionato - 434 Daniele Conti (1999-2015) - 328 Mario Brugnera (1968-1974, 1975-1982) - 322 Luigi Piras (1973-1987) - 315 Luigi Riva (1963-1977) - 313 Diego Luis López (1998-2010) - 311 Nené (1964-1976) - 306 Mario Martiradonna (1962-1973) - 299 Roberto Quagliozzi (1973-1985) - 293 Oreste Lamagni (1971-1985) - 281 Alessandro Agostini (2003-2012)                                                      |
| Coppa Italia 56 Mario Brugnera (1968-1974, 1975-1982) 53 Luigi Piras (1973-1987) 48 Nené (1964-1976) 45 Mario Martiradonna (1962-1973) 43 Oreste Lamagni (1971-1985) 42 Luigi Riva (1963-1977) 41 Comunardo Niccolai (1964-1976) 40 Roberto Quagliozzi (1973-1985) 38 Pierluigi Cera (1964-1973) 37 Ricciotti Greatti (1963-1972)                                      | Competizioni UEFA - 10 Valerio Fiori (1993-1994) 10 Aldo Firicano (1993-1994) 10 Gianfranco Matteoli (1993-1994) 10 Luís Oliveira (1993-1994) 10 Vittorio Pusceddu (1993-1994) - 9 Nené (1964-1976) 9 Julio César Dely Valdés (1993-1994) 9 Matteo Villa (1993-1994) - 8 Francesco Moriero (1993-1994) 8 Nicolò Napoli (1993-1994) - 7 Marco Sanna (1993-1994)                                                    |
| Serie A 333 Daniele Conti (1999-2000, 2004-2015) 311 Nené (1964-1976) 289 Luigi Riva (1963-1977) 266 Alessandro Agostini (2004-2012) 257 Andrea Cossu (2005-2006, 2008-2015, 2017-2018) 240 Pierluigi Cera (1964-1976) 237 Mario Martiradonna (1964-1973) 231 Francesco Pisano (2004-2015) 227 Mario Brugnera (1968-1974, 1975-1982) 222 Ricciotti Greatti (1964-1972) | Serie B - 190 Luigi Piras (1976-1979, 1983-1987) - 172 Luigi Bertoli (1953-1959) 172 Mauro Simeoli (1953-1960) - 154 Oreste Lamagni (1976-1979, 1983-1985) - 146 David Suazo (2000-2004) - 143 Roberto Quagliozzi (1976-1979, 1983-1985) - 140 Giancarlo Mezzalira (1953-1960) - 133 Umberto Serradimigni (1956-1960, 1962-1963) - 128 François Modesto (2000-2004) - 127 Giuseppe Bellini (1976-1979, 1983-1986) |

### Record marcature
| Totale - 208 Luigi Riva (1963-1977) - 104 Luigi Piras (1973-1987) - 102 David Suazo (1999-2007) - 91 Giovanni Pisano (1935-1942, 1944-1946) - 86 João Pedro (2014-2022) - 65 Mauro Esposito (2001-2007) - 64 Roberto Muzzi (1994-1999) - 58 Marco Atzeni (1940-1943, 1944-1948) - 55 Luís Oliveira (1992-1996, 1999-2000) - 52 Natale Archibusacci (1926-1931)                                                                                   | Campionato - 164 Luigi Riva (1963-1977) - 94 David Suazo (1999-2007) - 88 Giovanni Pisano (1935-1942, 1944-1946) - 87 Luigi Piras (1973-1987) - 84 João Pedro (2014-2022) - 58 Marco Atzeni (1940-1943, 1944-1948) 58 Mauro Esposito (2001-2007) 58 Roberto Muzzi (1994-1999) - 52 Natale Archibusacci (1926-1931) - 49 Leonardo Pavoletti (2017-)                                                                                |
| Coppa Italia - 33 Luigi Riva (1963-1977) - 17 Luigi Piras (1973-1987) - 10 Mario Brugnera (1968-1974, 1975-1982) - 8 David Suazo (1999-2007) - 7 Mauro Esposito (2001-2007) 7 Patrick Mboma (1998-2000) - 6 Roberto Muzzi (1994-1999) 6 Luís Oliveira (1992-1996, 1999-2000) - 5 Gianfranco Zola (2003-2005) - 4 Nené (1964-1976) | Competizioni UEFA - 4 Luigi Riva (1963-1977) 4 Luís Oliveira (1993-1994) - 3 Julio César Dely Valdés (1993-1994) - 2 Aldo Firicano (1993-1994) 2 Gianfranco Matteoli (1993-1994) 2 Vittorio Pusceddu (1993-1994) - 1 Nené (1964-1976) 1 Massimiliano Allegri (1993-1994) 1 Antonio Criniti (1993-1994) 1 Sergio Gori (1970-1971) 1 Giuseppe Pancaro (1993-1994) 1 Angelo Domenghini (1972-1973)                                   |
| Serie A - 156 Luigi Riva (1963-1977) - 71 João Pedro (2014-2022) - 45 Luís Oliveira (1992-1996, 1999-2000) - 44 David Suazo (1999-2000, 2004-2007) - 42 Leonardo Pavoletti (2017-2022, 2023-) - 41 Roberto Muzzi (1994-1997, 1998-1999) - 39 Daniele Conti (1999-2000, 2004-2015) - 36 Alessandro Matri (2007-2011) - 35 Marco Sau (2006-2007, 2012-2015, 2016-2019) - 33 Sergio Gori (1969-1975) - 32 Robert Acquafresca (2007-2009, 2010-2011) | Serie B - 56 Luigi Piras (1976-1979, 1983-1987) - 50 David Suazo (2000-2004) - 37 Carlo Regalia (1955-1959) - 35 Mauro Esposito (2001-2004) - 32 Giancarlo Mezzalira (1953-1957, 1958-1960) - 31 Domenico D'Alberto (1931-1935) - 25 Gianluca Lapadula (2022-2023) - 24 Fabrizio Cammarata (2000-2004) - 21 Antonio Congiu (1956-1960, 1962-1964) 21 Tullio Ghersetich (1955-1957) 21 Umberto Serradimigni (1955-1960, 1962-1963) |

### Capocannonieri per singola stagione

Gigi Riva, vincitore per tre volte della classifica di capocannoniere con la maglia del Cagliari

Fino a maggio 2022, risulta un solo giocatore del Cagliari Calcio ad aver vinto la classifica dei marcatori del campionato di Serie A quando vestiva la maglia del Cagliari; tale classifica è stata vinta per tre stagioni da Riva.
Il club sardo, inoltre ha avuto un giocatore che è stato vincitore della classifica dei marcatori del campionato di Serie B: Lapadula.  Cinque giocatori rossoblù sono stati, invece capocannonieri della Coppa Italia in cinque stagioni; il giocatore che è stato plurivincitore di tale classifica è sempre Riva in ben tre stagioni differenti.
| Serie A - 1966-1967 Luigi Riva: 18 - 1968-1969 Luigi Riva: 20 - 1969-1970 Luigi Riva: 21 | Coppa Italia - 1964-1965 Renzo Cappellaro, Luigi Riva e Francesco Rizzo: 3 - 1968-1969 Luigi Riva: 9 - 1972-1973 Luigi Riva: 8 - 1999-2000 Patrick Mboma: 6 - 2016-2017 Marco Borriello: 4 |

Dati aggiornati al 10 gennaio 2021.

## Maglie ritirate
- 11 -  Gigi Riva: vincitore dello scudetto del 1970 da capocannoniere, miglior realizzatore di tutti i tempi del Cagliari. La decisione del ritiro venne presa dall'allora presidente Massimo Cellino il 5 gennaio 2005. La cerimonia ufficiale avvenne prima del calcio d'inizio dell'amichevole giocata allo Stadio Sant'Elia di Cagliari tra l'Italia e la Russia il 9 febbraio di quell'anno. L'ultimo calciatore a vestire la maglia numero 11 fu Rocco Sabato che in tale evento materialmente consegnò la maglia a Rombo di tuono.[17][18]
- 13 -  Davide Astori: difensore militante nelle file rossoblù per sei stagioni dal 2008 al 2014. Ritirata il 6 marzo 2018, congiuntamente con la Fiorentina, la sua squadra di allora, in seguito al prematuro decesso due giorni prima[19]. L'ultimo calciatore a indossare tale maglia fu il difensore Filippo Romagna[20].